# مخضرم
مُخَضرَم (برگرفته از عربی، به معنای: پیش‌باشنده، از پیش‌آینده؛ جمع برای اصطلاح ادبی: مخضرمو الدولتین) اصطلاحی اسلامی و ادبی عربی است؛ در تاریخ اولیهٔ اسلامی، به فردی که در هر دو دوران جاهلی و اسلامی زیسته باشد، گفته می‌شود؛ مانند احنف بن قیس. در ادبیات عربی، به آنکه در هر دوران اموی و عباسی اثری پدیدآورده یا زیسته، گفته می‌شود، مانند ابن مقفع. در ادبیات بیشتر به پیشنه‌داران از امویان در عصر اول عباسی گفته می‌شود که اغلب به شاعران اشاره دارد تا نویسندگان. اصطلاح مخضرم ممکن است به‌طور فراگیر در همهٔ تاریخ ادبیات عربی به هر دو دوره دیده‌ای گفته شود.

## منبع
1. ↑  فروخ، عمر (۱۹۸۴). تاریخ الأدب العربی. ج. دوم. بیروت: دارالعلم للملایین. ص. ۵۱. تاریخ وارد شده در |سال= را بررسی کنید (کمک)